# (11428) Алкиной
(11428) Алкиной (лат. Alcinoös, др.-греч. Ἀλκίνοος) — типичный троянский астероид Юпитера, движущийся в точке Лагранжа L4, в 60° впереди планеты. Астероид был открыт 24 сентября 1960 года голландскими астрономами К. Й. ван Хаутеном, И. ван Хаутен-Груневельд и Томом Герельсом в Паломарской обсерватории и назван в честь Алкиноя, одного из персонажей древнегреческой мифологии.

Орбита астероида Алкиной и его положение в Солнечной системе